# Niels Esperson Building
Le Niels Esperson Building  est un gratte-ciel de bureaux de 125 mètres de hauteur, construit à Houston au Texas en 1927. L'immeuble a été conçu dans un style inspiré de la renaissance italienne. Il comprend une tour recouverte de feuille d'or surmonté par un monument de 6 étages. À l'intérieur il est fait un usage important de marbre importé d'Italie.
L'immeuble a été construit par Melli Keenan-Esperson pour honorer la mémoire de son mari, d'origine danoise, qui avait spéculé dans l'immobilier et les minerais.
À sa construction c'était le plus haut immeuble du Texas et il le resta jusqu'à la construction du JPMorgan Chase Building à Houston en 1929.
C’est le plus ancien gratte-ciel de Houston
L'architecte de l'immeuble est Harry Stewart.